# Bhagavad Gita
Bhagavadgita er et af de mest læste og respekterede skrifter i hinduismen. 
Bhagavadgita er en del af det store indiske epos Mahabharata på over 90.000 vers. Det er skrevet på Indiens klassiske kultursprog sanskrit, formentligt i seneste halvdel af det 1. årtusinde f.Kr.. 
Bhagavadgita skildrer samvittighedskvalerne hos fyrst Arjuna, der skal i kamp mod sine slægtninge på sletten Kurukshetra. 
Hans vognfører viser sig at være guden Krishna, som forklarer ham, at den fysiske verden er forgængelig, men at sjælen lever videre, når legemet dør. Krishna understreger betydningen af at gøre sin pligt på den plads, man har fået i verden uden at skele til handlingens frugter. 
Bhagavadgita har inspireret mange af Indiens største personligheder. Befrielseshelten Mahatma Gandhi læste noget derfra hver dag og brugte Bhagavadgita som grundlag for sin ikkevolds-filosofi. 
- Wikimedia Commons har flere filer relateret til Bhagavad Gita

| Religion | Spire Denne religionsartikel er en spire som bør udbygges. Du er velkommen til at hjælpe Wikipedia ved at udvide den. |